# City Football Group
Le City Football Group est une holding créée afin d'administrer les relations entre différents clubs liés à Manchester City. Cette société est elle-même gérée par une holding du nom de Abu Dhabi United Group (ADUG) (qui détient 78 % des parts), par un consortium d'entreprises publiques de la république populaire de Chine, China Media Capital et CITIC Group, qui détient 12 % des parts, et par la multinationale américaine Silver Lake Partners (10 % des parts).

## Manchester City FC

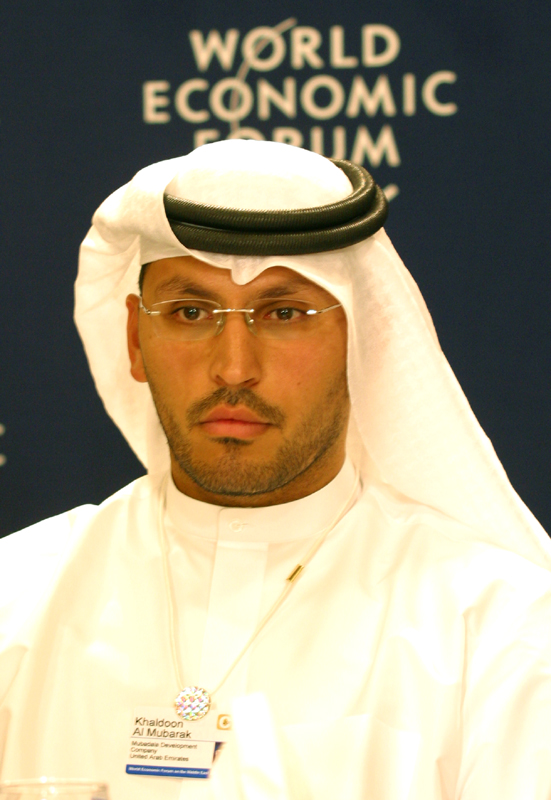
Khaldoon Al Mubarak, président de Manchester City et Melbourne City

L'Abu Dhabi United Group fut fondé lors de l'été 2008, alors que le cheikh Mansour ben Zayed Al Nahyane était en phase d'acquérir Manchester City. L'ADUG a été mis en place afin de faciliter l'achat du club de Premier League.
Après sa reprise, Manchester City se lança dans une refonte de tous les départements en vue de devenir un cador anglais le plus vite possible. Sur le terrain, le club fut pris en main par l'entraîneur gallois Mark Hughes,, qui sera remplacé par l'italien Roberto Mancini afin de se préparer à la règle du Fair Play Financier (FPF) mise en place par l'UEFA,, cette dernière forçant le club anglais à réagir rapidement afin de préparer l'équipe pour par la suite ne plus avoir besoin de trop dépenser dans les transferts. Pendant ce temps, hors des terrains, les dirigeants skyblues dépensèrent 10 M£ afin de rénover Platt Lane, le stade de l'Académie du club lorsqu'ils lancèrent le projet de construire un centre de formation et d'entraînement dont le coût serait d'environ 100M£,. Du côté du stade, Manchester City annonça qu'ils avaient reçu l'autorisation d'augmenter la capacité maximale de l'Etihad Stadium, passant donc d'environ 48 000 places à plus de 60 000, devenant ainsi le deuxième stade le plus grand de Premier League. D'autres investissements furent mis en place afin de rapprocher les fans de leur club, en s'engageant sur de nombreux médias sociaux afin de partager du contenu en masse,,.
Depuis le rachat par Mansour, Manchester City a gagné trois FA Cup (2011 - premier trophée du club depuis trente-cinq ans - 2019 et 2023), huit Premier League (2012, 2014, 2018, 2019, 2021, 2022, 2023 et 2024), quatre Community Shield (2012, 2018, 2019 et 2024), six League Cup (2014, 2016, 2018, 2019, 2020 et 2021) ainsi qu'une Ligue des champions de l'UEFA (2023).

## ES Troyes AC
Le 3 septembre 2020, le CFG acquiert officiellement le club français de l’Espérance sportive Troyes Aube Champagne (alors en Ligue 2), en devenant le nouvel actionnaire majoritaire après avoir racheté les actions détenues par l'ancien propriétaire Daniel Masoni. L'homme d'affaires français Maxime Ray a également acquis une part minoritaire et un siège au conseil d'administration.
Le 8 mai 2021, le club est sacré champion de France de Ligue 2 pour la deuxième fois de son histoire à la suite de sa victoire face à l'USL Dunkerque. Par conséquent, l'ESTAC retrouve la première division après deux saisons passées au deuxième échelon.
La réputation du City Group au sein des supporters troyens est cependant écornée après la double descente du premier échelon vers la National entre 2022 à 2024,. Lors de la réception de Valenciennes durant la 36e journée, des fumigènes ont été jetés par les ultras sur le terrain puis renvoyés en direction de la tribune Champagne par plusieurs joueurs locaux.

## Palerme FC
Le 4 juillet 2022, le City Football Group officialise l'acquisition de son onzième club à travers le monde avec la prestigieuse formation italienne du Palermo Football Club, fraîchement promue en deuxième division (Serie B). Il détient désormais le club à hauteur de 80 %, ce qui fait de lui l'actionnaire majoritaire. Les parts restantes appartiennent au groupe Hera Hora S.r.l, à l'origine de la reconstruction du club sicilien après sa liquidation à la fin de la saison 2018-2019 (19,75 %), et à l'Associazione Amici Rosanero, association appartenant aux ultras (0,25 %). L'objectif du PFC est de retrouver l'élite au plus vite.

## New York City FC
Lorsque Ferran Soriano est nommé directeur sportif de Manchester City, Don Garber lui fait part de son projet de créer une équipe de football à New York, lui ayant précédemment parlé de son projet lorsqu'il était vice-président du FC Barcelone. En décembre 2012, une source inconnue met les médias au courant que Manchester City était proche d'annoncer avoir conclu un accord afin de créer une 20e équipe de Major League Soccer (MLS) nommée « New York City Football Club ». Le club dénia l'information  mais en mars 2013, Garber annonça qu'il était tout proche de pouvoir annoncer officiellement la création de la nouvelle équipe.
Le nom « New York City Football Club » est déposé le 7 mai 2013, et le 21 mai 2013, New York City Football Club fut officialisé en tant que 20e franchise du championnat nord-américain. Lié directement à Manchester City, le club engage en tant que premier employé l'ancien Skyblue Claudio Reyna au poste de directeur général et par la suite, l'ancien joueur de la sélection nationale des États-Unis, Jason Kreis est engagé comme entraîneur de l'équipe première.

## Melbourne City FC
Le 23 janvier 2014, le City Football Group acquiert officiellement le club australien des Melbourne Hearts pour 12M$. Après plusieurs jours de discussion à Sydney et Melbourne, le CFG compléta l'achat de 80 % des parts du club, les 20 autres % appartenant à un consortium de business mans liés au club de rugby australien les Melbourne Storm.
La reprise du club de A-League arriva seulement quelques jours après que le nom "Melbourne City Football Club" fut déposé, le 16 janvier 2014. Le nom "Melbourne City FC fut aussi déposé par la minorité des détenteurs des parts du club, et ils achetèrent le nom de domaine "MelbourneCityFC.com.au".

## Yokohama F. Marinos
Le 20 mai 2014, Manchester City annonça avoir investi dans une minorité des parts du club de J-League, le Yokohama F. Marinos, créant un partenariat avec le constructeur automobile Nissan en même temps qu'avec le club japonais.

## Girona FC
En août 2017, le club, tout juste promu en première division espagnole, est acheté par le City Football Group et Pere Guardiola (frère de Pep Guardiola) qui détiennent désormais 90 % du capital (45 % chacun),.

## Montevideo City Torque
Le 5 avril 2017, le CFG annonce avoir acquis le club uruguayen du Club Atlético Torque comme 6ème club affilié au groupe emirati.

## Sichuan Jiuniu FC
Le 20 février 2019, City Football Group, UBTECH et China Sports Capital annoncent que le club de 3ème division chinoise rejoint le groupe et devient le 7ème club affilié.

## Mumbai City FC
Le 28 novembre 2019, le CFG rachète 65 % du club. Les 35 % restants sont partagés entre les propriétaires actuels : Ranbir Kapoor et Bimal Parekh.

## Lommel SK
Début mai 2020, le City Football Group acquiert le Lommel SK évoluant en deuxième division belge. La société devient propriétaire du club en réglant ses dettes, s’élevant à deux millions d'euros.

## EC Bahia
Le 4 mai 2023, le CFG acquiert de manière officielle son douzième club à travers le monde avec l'entité brésilienne de l'Esporte Clube Bahia, fraîchement promue en première division.

## Istanbul Başakşehir FK
Le 17 février 2024, une treizième formation rejoint le groupe. Le İstanbul Başakşehir FK (club de 1ère division turc) rejoint le groupe.